# دومباگاسدنیا
دومباگاسدنیا (به لاتین: Dombagasdeniya) یک منطقهٔ مسکونی در سری‌لانکا است که در استان مرکزی (سری‌لانکا) واقع شده‌است.